# 李氏無線鰨
李氏無線鰨為輻鰭魚綱鰈形目鰨亞目舌鰨科的其中一種，為熱帶海水魚，分布於中太平洋東部加利福尼亞灣至巴拿馬海域，棲息深度11-113公尺，體長可達14.8公分，棲息在底層水域，生活習性不明。

## 扩展阅读
維基物種上的相關：李氏無線鰨